# 伊西博羅原住民保護地國家公園

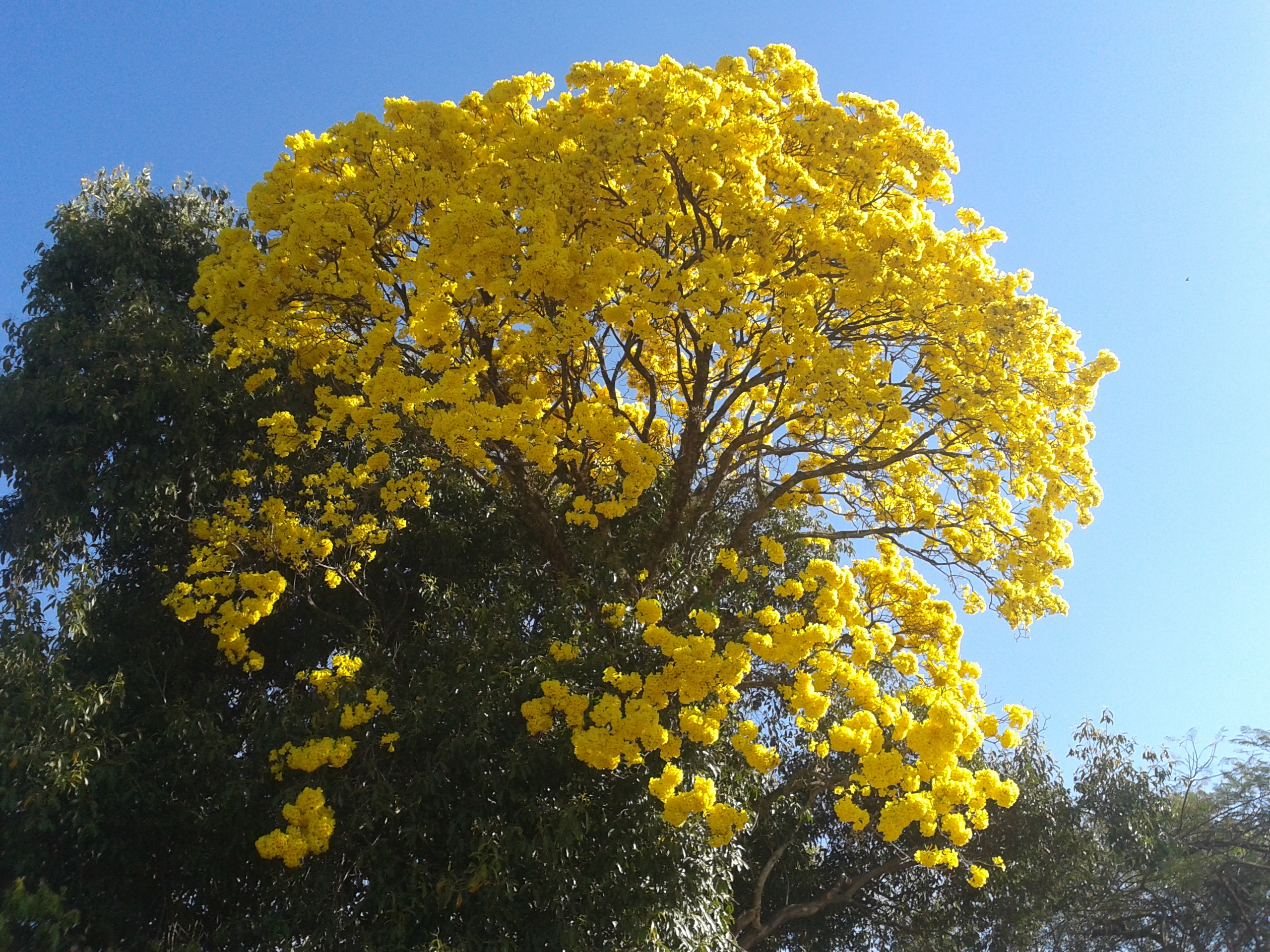

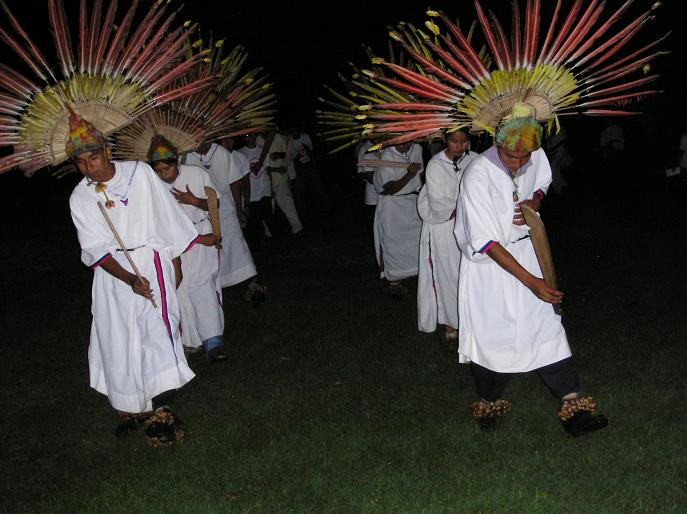

伊西博羅原住民保護地國家公園是玻利維亞的國家公園，位於該國中部，由科恰班巴省負責管轄，始建於1965年11月22日，佔地12,363平方公里，該地區有402種植物。

## 外部連結
- www.parkswatch.org / Isiboro Sécure National Park and Indigenous Territory （页面存档备份，存于）
- www.fundesnap.org / Official Homepage （页面存档备份，存于）
- / 2012 Nobel Peace Prize to TIPNIS marchers